# Chiesa di San Vigilio (Lugano)
La chiesa di San Vigilio è un edificio religioso che fonde elementi dell'architettura romanica e di quella barocca e che si trova a Gandria, quartiere di Lugano.

## Storia
L'edificio fu costruito nel XIII secolo, ma la prima menzione in un documento ufficiale risale a due secoli più tardi, quando, nel 1463, la chiesa diventò sede di una parrocchia. L'aspetto dell'edificio, tuttavia, è per lo più barocco: la sua origine tardomedievale è evidenziata quasi esclusivamente nel prospetto meridionale e nel campanile. Il portale è invece del XVII secolo. Fra il 1771 e il 1777, inoltre, alla chiesa fu aggiunto il coro, mentre la facciata fu realizzata nel 1873 da Francesco Banchini (con statue di Girolamo Buzzi).